# ニューキャッスル (ニューヨーク州)

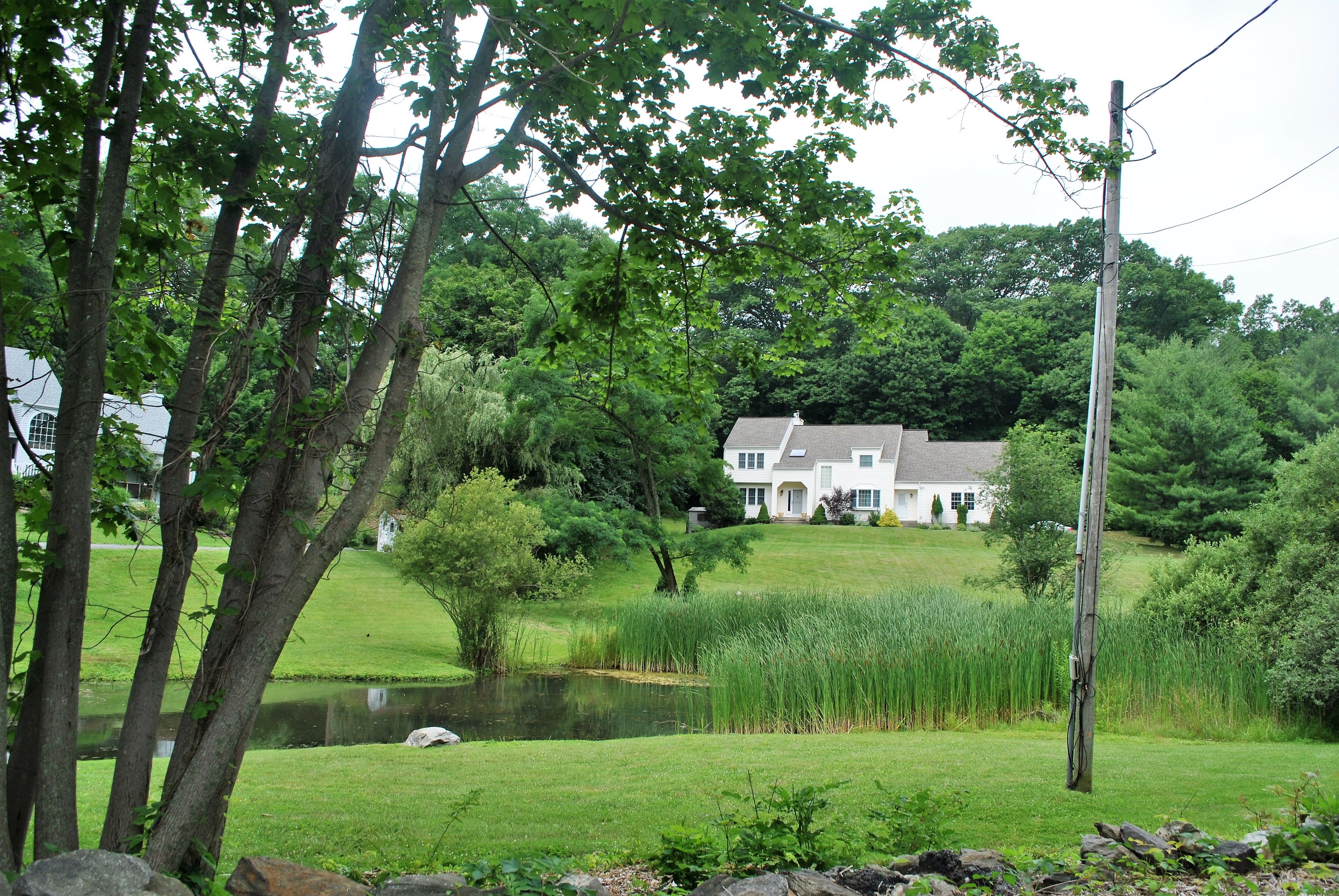
ニューキャッスル町のとある風景。

ウェストチェスター郡内の位置

ニューキャッスル（英語: New Castle）は、アメリカ合衆国ニューヨーク州のウエストチェスター郡にある町。人口は1万8311人（2020年）。町内にはチャパクアとミルウッド（Millwood, New York）がある。

## 歴史
ニューキャッスルには、もともとワピンジャー族が住んでいた。ヨーロッパとの接触後ノースキャッスル町ができて、その一部であった。最初のヨーロッパ人居住者としては、1753年にクエーカー教徒の一団がチャパクアに来て、1791年にはノースキャッスル町から別れて、ニューキャッスル町ができた。

## 町内のコミュニティー
- チャパクアは一番大きなコミュニティーで、ダウンタウンは町の南東部にあり、郵便番号はチャパクアのもの（10510）がほぼ町全体をカバーしている。
- ミルウッドは町の東北隅を占めている。
- 町の一部はアーモンクなどの近隣の町と、その教育区域に属している。

## 居住者
- ビル・クリントン - 前大統領
- ヒラリー・クリントン - 前国務長官
- ヴァネッサ・ウィリアムス - 歌手・女優

## 参照項目
- ウェストチェスター郡 (ニューヨーク州)
- チャパクア